# Michał Mycielski (rotmistrz)
Michał Ludwik Teodor Mycielski (ur. 3 czerwca 1894 w Gałowie, zm. 17 września 1972 w Londynie) – rotmistrz Polskich Sił Zbrojnych, kawaler Orderu Virtuti Militari.

## Życiorys
Urodził się 3 czerwca 1894 w Gałowie, w ówczesnym Wielkim Księstwie Poznańskim, w rodzinie Ludwika i Elżbiety z hr. Mycielskich. W 1905 rozpoczął naukę w gimnazjum w Lesznie. W 1913 złożył maturę w c. k. Gimnazjum III w Krakowie. Studiował na wydziale rolnym Uniwersytetu Jagiellońskiego.
W czasie I wojny światowej prowadził samodzielne gospodarstwo rolne w Posadowie w powiecie nowotomyskim. W grudniu 1918 objął majątek Gębice. Uczestniczył w powstaniu wielkopolskim. W 1919 ochotniczo wstąpił do 1 pułku ułanów wielkopolskich, ukończył szkołę oficerską w stopniu podporucznika i został skierowany na front polsko-bolszewicki. Za walkę i wybitną odwagę pod Międzyrzecem Podlaskim został odznaczony Orderem Virtuti Militari. 26 lutego 1922 ożenił się z Zofią Karską h. Jastrzębiec, z którą miał dwie córki: Annę (ur. 1923) i Teresę (ur. 1926).
Po zakończeniu służby wojskowej pracował we własnym majątku ziemskim Gałowo, założył stadninę koni anglo-arabskich, zarodową hodowlę bydła, świń i owiec. Działał w wielu organizacjach rolniczych i społecznych. Był prezesem rady nadzorczej „Rolnika” w Szamotułach, prezesem koła Towarzystwa Hodowców Koni, prezesem Towarzystwa Urzędników Gospodarczych, wiceprezesem Towarzystwa Wyścigów Konnych Ziem Zachodnich oraz organizatorem i komendantem „Krakusów” w powiecie szamotulskim.
W 1934, jako oficer rezerwy pozostawał w ewidencji Powiatowej Komendy Uzupełnień Szamotuły. Posiadał przydział w rezerwie do 15 puł. Na stopień porucznika został mianowany ze starszeństwem z 19 marca 1939 i 12. lokatą w korpusie oficerów rezerwy kawalerii.
We wrześniu 1939 zgłosił się ochotniczo do wojska. Brał udział w kampanii wrześniowej, po niej przedostał się do Francji, później do Anglii. Tam pracował w Wyższej Szkole Wojskowej w Perth.
Po wojnie, od 1948 do 1953 był właścicielem farmy Easter Fordel k. Glenfarg w Szkocji, następnie przeniósł się do Londynu, gdzie pracował w Victorii and Albert Museum jako nadzorca salowy i brał czynny udział w życiu towarzyskim emigracji. W 1962 awansowano go do stopnia rotmistrza.
Zmarł 17 września 1972 w Londynie. Został pochowany w krypcie bazyliki o.o. filipinów na Świętej Górze pod Gostyniem.

## Ordery i odznaczenia
- Krzyż Srebrny Orderu Virtuti Militari nr 4685[7][8]
- Krzyż Walecznych (trzykrotnie)[1]
- Medal Wojska[4]
- Złoty Krzyż Zasługi (dwukrotnie)[4][7]
- Medal Pamiątkowy za Wojnę 1918–1921[1]
- Defence Medal (Wielka Brytania)[4]
- War Medal 1939–1945 (Wielka Brytania)[4]
- Croix des Combattantes Volontaires 1939–1945 (Francja)[4]